# Нортхајм
Нортхајм (њем. Northeim) град је у њемачкој савезној држави Доња Саксонија. Једно је од 12 општинских средишта округа Нортхајм. Према процјени из 2010. у граду је живјело 29.980 становника. Посједује регионалну шифру (AGS) 3155011.

## Географски и демографски подаци
Нортхајм се налази у савезној држави Доња Саксонија у округу Нортхајм. Град се налази на надморској висини од 120 метара. Површина општине износи 145,7 km². У самом граду је, према процјени из 2010. године, живјело 29.980 становника. Просјечна густина становништва износи 206 становника/km².

## Међународна сарадња
| Мјесто       | Држава    | Врста сарадње | Од    |
| ------------ | --------- | ------------- | ----- |
|              | Пољска    | партнерство   | 1990. |
|              | Француска | партнерство   | 1967. |
| Галнојкирхен | Аустрија  | партнерство   | 1992. |
| Извор        |           |               |       |